# FAM204A
FAM204A (англ. Family with sequence similarity 204 member A) – білок, який кодується однойменним геном, розташованим у людей на 10-й хромосомі. Довжина поліпептидного ланцюга білка становить 233 амінокислот, а молекулярна маса — 27 021.
| 10         |  | 20         |  | 30         |  | 40         |  | 50         |
| ---------- |  | ---------- |  | ---------- |  | ---------- |  | ---------- |
| MWSGLLPPGL |  | NESDAESNSE |  | DEATLENSGL |  | NLQEDKEDES |  | IRKTEIIDFS |
| TDEPKTETES |  | NVNAYEECPS |  | GIPIDMWNKF |  | QELHKKHSEQ |  | KSTTSRFRGK |
| RRKRSRKDKL |  | KNEKELHSEP |  | SSNETQWKEL |  | TQYFGVNDRF |  | DPPVKRKKVE |
| KSGLEKRIDQ |  | AVEEWNIEKA |  | EELSNQLATR |  | ELGVKIAKAV |  | ACHNFVKAKK |
| EVENSQAARK |  | KKKLAWGFEA |  | KKRWETKSNM |  | GYM        |  |            |

A: Аланін

C: Цистеїн

D: Аспарагінова кислота

E: Глутамінова кислота

F: Фенілаланін

G: Гліцин

H: Гістидин

I: Ізолейцин

K: Лізин

L: Лейцин

M: Метіонін

N: Аспарагін

P: Пролін

Q: Глутамін

R: Аргінін

S: Серин

T: Треонін

V: Валін

W: Триптофан